# Monsoon (počítač)
Monsoon [ˌmɒnˈsuːn Amer ˌmɑːnˈsuːn]IPA byla značka osobních počítačů české společnosti Vikomt, uvedená na trh roku 1993. Monzuny poháněly procesory společnosti Intel.
Modelové řady založené na i486:
- Lite
- Herse
- Monsoon (sběrnice ISA)[1]
- Monsoon PCI (sběrnice PCI)[2]

Na jaře roku 1995 měla premiéru trojice modelových řad, pojmenovaných po rodech motýlů; bez výjimky je poháněly procesory Pentium s čipsety Triton
- Attacus – ekonomicky výhodné modely
- Papilio – prostřední řada s integrovaným adaptérem VGA a zvukovou kartou
- Neptis – vyšší modely, širší možnost rozšíření